# Saïd Sayoud
Saïd Sayoud est un homme politique algérien, ministre des Transports depuis novembre 2024. 

## Biographie
Saïd Sayoud est un haut fonctionnaire algérien qui a occupé plusieurs postes. Il a été cadre central au sein du Ministère de l'Habitat, de l’Urbanisme et de la Ville, directeur général de plusieurs offices de promotion et de gestion immobilière, dans les wilayas d'Alger et de Blida. Il a occupé le poste de wali délégué de la circonscription administrative d'Hussein Dey. Il est wali de la wilaya de Saïda puis wali de la wilaya d'Oran à partir de 2021.
En novembre 2024, Saïd Sayoud est nommé ministre des Transports dans le Gouvernement Larbaoui II, en remplacement de  Mohamed El Habib Zahana.
En août 2025, à la suite de l'accident d’un autobus de passagers tombé dans l’Oued El Harrach à Alger et ayant provoqué près d'une vingtaine de morts, le président de la République Abdelmadjid Tebboune ordonne l'interdiction de circulation des bus en fonction depuis plus de 30 ans et ce dans un délai de six mois. Selon Saïd Sayoud, plus de 84 000 autobus doivent être changés. À cette fin, Saïd Sayoud indique que les transporteurs vont bénéficier d'incitations fiscales et douanières pour l'acquisition de bus neufs ou de moins de cinq ans. Il avance aussi l'importance de la fabrication locale d'autobus pour soutenir l'économie algérienne.